# Kaci Battaglia
Pour les articles homonymes, voir Battaglia.
 (décembre 2014).
Kaci Lyn Battaglia, aussi appelée Kaci Battaglia ou Kaci (prononcé : ˈkeɪsi, Kaysi), née le 3 octobre 1987 à Clearwater en Floride, est une chanteuse, autrice-compositrice américaine, ainsi qu'une danseuse, actrice et instructrice professionnelle de kick-boxing.

## Biographie

### Enfance et formation
Kaci Lyn Battaglia naît et grandit à Clearwater, en Floride, dans la région de Tampa Bay. D’origine italo-américaine et germano-américaine, elle commence à chanter à trois ans. Elle fréquente ensuite des camps de perfectionnement, en Floride et aux alentours.

### Carrière
À 11 ans, Kaci publie « a Thousand Stars », un album produit par sa mère, Donna. Une partie des bénéfices est versée à un projet de logement pour les moins fortunés. 
Cet album indépendant a un certain succès. Elle cherche un contrat d'enregistrement. Sa mère contacte le producteur de disques Joel Diamond pour auditionner sa fille. Ce dernier décide de produire un disque avec elle.
Le premier single de Kaci, Paradise, sort en 2001 et devient numéro 11 en Angleterre. Son deuxième single est une reprise de la chanson de David Cassidy Je pense que je t'aime, également produite par Joel Diamond. En même temps, il sort cette chanson dans la version de Katie Cassidy, la fille de David.
En 2003, Kaci fait équipe avec un photographe japonais et publie un livre de photos intitulé Kaci: Je suis une chanteuse. Le livre est publié exclusivement au Japon. Il est accompagné par une réédition de son album, Paradise, et un DVD bonus comprenant sa musique et des clips vidéos sur la réalisation du livre photo.
En 2005, Kaci enregistre une chanson pour le film The Perfect Man, appelée I Will Learn To Love Again.
En 2007, Kaci publie I Can't Help Myself, une piste dansante diffusée sur des stations de radio.
En 2009, Kaci signe un contrat avec une agence de gestion majeure appelée Big Management Ltd. Elle modifie son nom d'artiste en ajoutant son nom de famille à son nom de scène, au lieu de n'utiliser que son prénom. Le premier single de son album suivant, Crazy Possessive, devient un énorme succès sur le Sirius XM Radio, en mélangeant des reprises des Black Eyed Peas et d'Eminem[incompréhensible]. Le single Crazy Possessive sort sur iTunes et Amazon.com le 26 mai 2009.

## Discographie

### Singles
| Année | Single                          | Position | Position | Position | Album                  |
| Année | Single                          | UK       | US       | US Dance | Album                  |
| ----- | ------------------------------- | -------- | -------- | -------- | ---------------------- |
| 2001  | Paradise                        | 11       | —        | —        | Paradise (en)          |
| 2001  | Tu Amor                         | 24       | —        | —        | Paradise (en)          |
| 2002  | I Think I Love You              | 10       | —        | —        | Paradise (en)          |
| 2002  | I'm Not Anybody's Girl          | 55       | —        | —        | I'm Not Anybody's Girl |
| 2009  | Crazy Possessive (en)           | —        | —        | 1        | Bring It On (en)       |
| 2010  | Body Shots (featuring Ludacris) | —        | —        | 1        | Bring It On (en)       |